# هیرون دوم

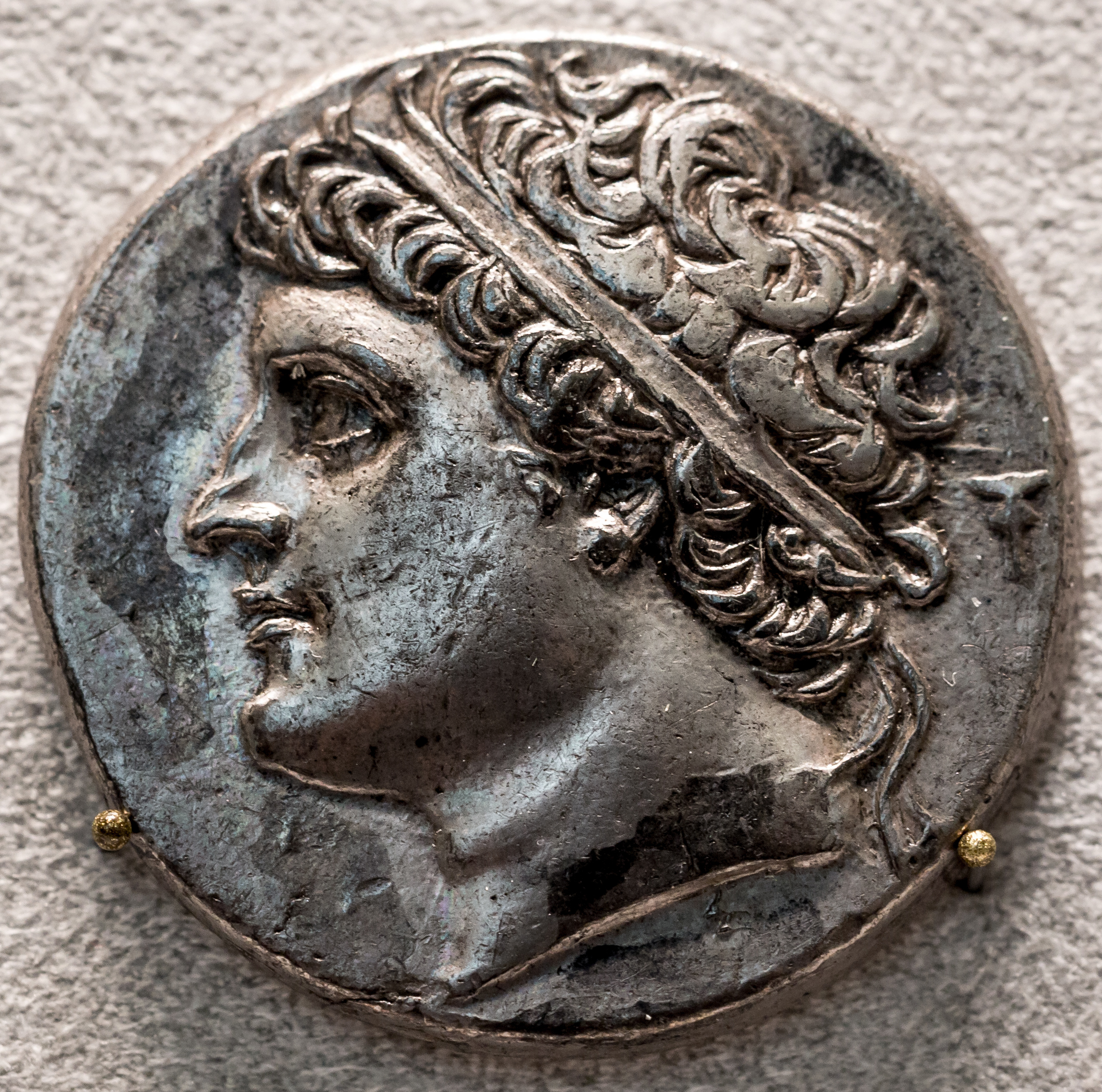
سکهٔ نقرهٔ هیرون دوم

هیِرون دوم (به یونانی: Ἱέρων Β΄) (زادهٔ پیرامون ۳۰۸ پیش از میلاد- مرگ ۲۱۵ پیش از میلاد) جبار یونانی سیراکوز و مگنا گراسیا در خلال سال‌های ۲۷۵ تا ۲۱۵ پیش از میلاد بود. او فرزند نامشروع یکی از برگزیدگان سیراکوز بود و پیش از رسیدن به قدرت، ژنرالی در خدمت پیروس اپیروسی بوده و در نخستین جنگ کارتاژ نقش برجسته‌ای داشت. 